# Antiga Cooperativa (Vallclara)
L'Antiga Cooperativa és un edifici del municipi de Vallclara (Conca de Barberà) que forma part de l'Inventari del Patrimoni Arquitectònic de Catalunya.

## Descripció
És un edifici de planta baixa i un pis, fet amb carreus i arrebossat. La portada principal és adovellada. Al damunt hi ha una finestra amb un arc de descàrrega i altres dues finestres simples. El teulat sobresurt a la part superior de la façana i sembla fet amb teula àrab. Presenta dues dates gravades a la pedra i una petita llegenda. Les dates corresponen a 1780 i 1854. Es pot considerar que l'edifici segueix les formes de l'arquitectura de la zona.

## Història
Aquesta casa va ser propietat de les famílies Anglès i González. A mitjans del segle XX es va crear la cooperativa agrícola i l'edifici, comprat pels socis, es va destinar a la producció de vi i oli fins a finals dels anys 1980. El 8 de març de 2011 van començar obres de rehabilitació amb la finalitat d'adequar l'espai de la planta baixa com a centre museogràfic i la planta superior com a equipament per a les entitats.